# Grand Junction (Tennessee)
Grand Junction è un comune (city) degli Stati Uniti d'America situato tra le contee di Fayette e Hardeman nello Stato del Tennessee. La popolazione era di 325 abitanti al censimento del 2010.

## Geografia fisica
Grand Junction è situata a 35°02′53″N 89°11′25″W (35.048023, -89.190177).
Secondo lo United States Census Bureau, la città ha una superficie totale di 3,06 km², dei quali 3,06 km² di territorio e 0 km² di acque interne (0% del totale).

## Storia
Grand Junction fu fondata nel 1858. Prende il nome dall'incrocio tra la Memphis and Charleston Railroad e la Mississippi Central Railroad. La città era una città ferroviaria, con un proprio giornale, due saloon, tre hotel, una stalla e altre attività commerciali. Durante la guerra civile, l'Esercito dell'Unione deteneva la città per circa tre anni. Nel 1878 un'epidemia di febbre gialla colpì la città e uccise più della metà dei 150 residenti. La città fu incorporata nel 1901.

## Società

### Evoluzione demografica
Secondo il censimento del 2010, la popolazione era di 325 abitanti.

### Etnie e minoranze straniere
Secondo il censimento del 2010, la composizione etnica della città era formata dal 60,31% di bianchi, il 37,54% di afroamericani, lo 0,31% di nativi americani, lo 0% di asiatici, lo 0% di oceanici, lo 0% di altre razze, e l'1,85% di due o più etnie. Ispanici o latinos di qualunque razza erano lo 0% della popolazione.